# IC 4651
IC 4651 è un ammasso aperto situato nella costellazione dell'Altare.

## Osservazione

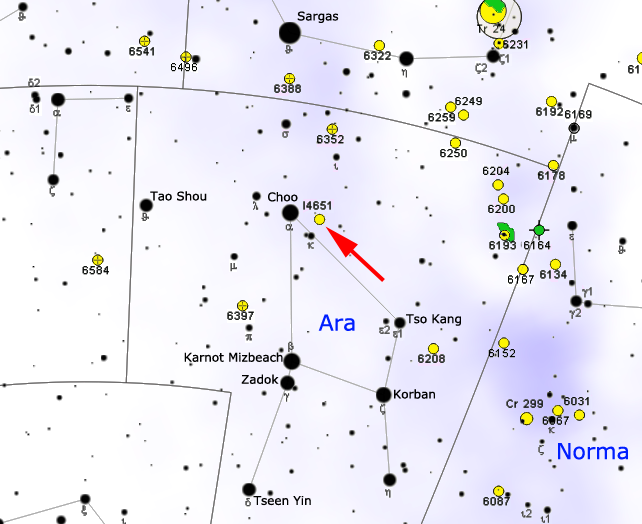
Mappa per individuare IC 4651.

Si individua nella parte settentrionale della costellazione, in un punto molto facile da individuare perché situato appena 1° a ovest della stella α Arae, di magnitudine 2,8; è visibile anche con un binocolo, in cui si presenta come una macchia chiara apparentemente senza stelle. Per la sua risoluzione occorre un telescopio da almeno 100mm, che lo risolve in una dozzina di stelle fino alla magnitudine 11; strumenti più grandi permettono di osservare diverse decine di stelle giallo-arancioni fino alla magnitudine 13 e 14. Una stella rossa di magnitudine 8,9 domina l'ammasso in direzione nordest.
A causa della sua declinazione fortemente meridionale, quest'ammasso può essere osservato soprattutto da osservatori situati nell'emisfero australe della Terra; la sua osservazione dall'emisfero nord è possibile solo in vicinanza delle latitudini subtropicali. Il periodo migliore per la sua osservazione nel cielo serale è quello compreso fra giugno e ottobre.

## Storia delle osservazioni
Nonostante la sua posizione facile da reperire e la sua luminosità, IC 4651 è stato scoperto soltanto alla fine dell'Ottocento, quando venne osservato da John Louis Emil Dreyer; egli lo inserì nel suo primo Index Catalogue, estensione del New General Catalogue già pubblicato qualche anno prima.

## Caratteristiche
Si tratta di un ammasso piuttosto vecchio, con un'età stimata attorno ai 1,2 miliardi di anni, con un'incertezza di 200 milioni di anni; ciò lo rende oggetto di interesse da parte degli scienziati. La sua distanza si aggira sugli 888 parsec (2900 anni luce), ricadente pertanto in una regione interbraccio, fra il Braccio di Orione e il Braccio del Sagittario.
Le stelle membri dell'ammasso hanno una metallicità piuttosto elevata rispetto a quella del Sole, stimata attorno al 125%; la massa totale delle stelle dell'ammasso si aggira invece sulle 630 M⊙. Tutte le stelle facenti attualmente parte di IC 4651 costituiscono in realtà solo il 7% della massa originariamente presente nell'ammasso; di questa circa il 35% della massa è racchiusa in stelle già evolute verso lo stadio di nana bianca o altri resti stellari. Il resto della massa perduta fa parte di stelle che col tempo si sono allontanate dal corpo principale dell'ammasso o si sono disperse completamente.